# Zen
Zen (jap. 禅; cicha medytacja, religijna kontemplacja, z skt. ध्यान Dhyāna, poprzez chin. trad. 禪那, chin. upr. 禅那, 禅, pinyin: chánnà, chán) – nurt buddyzmu, który w pełni rozwiniętą formę uzyskał w Chinach (zob. chan), skąd przedostał się do Korei, Wietnamu i Japonii. Wywodzi się z rodziny buddyzmu mahajany, ale na przestrzeni wieków nabrał wyrazistego indywidualnego stylu, pełnego minimalizmu i zamierzonych paradoksów.
Podstawową praktyką w tej szkole jest praktyka medytacyjna zwana zazen (dosł. siedzący zen), której istotą jest poznanie swojej prawdziwej natury, osiągnięcie stanu buddy.
Przez zen rozumie się także „spokojny umysł”, „kontrolowanie procesu myślenia”, „przyswajanie koncepcji”. Jest to koncentracja myśli na jednym punkcie i kontemplowanie prawdy życia poprzez praktykę siedzącej medytacji. Dzięki praktyce zen umysł odzyskuje świeżość, a myślenie staje się przejrzyste niczym woda. Innymi słowy, zen to wyzwolona świadomość, narzędzie i ostateczne schronienie.
Potocznie określa się zen jako religię w rozumieniu odłamu buddyzmu, który postrzegany całościowo może zawierać w sobie w różnych kulturach cechy religii. Dopiero w XX wieku na Zachodzie część zwolenników zaczęła traktować zen jako czystą filozofię, drogę życia, w której wiara jest nieistotna. Według nich można "mieć zen bez buddyzmu". Takie rozumienie zen odbiega od oryginalnego wzoru i nie jest popierane przez większość wyznawców w krajach, w których zen powstał. Dla nich jest to zubożenie zen, wykrawanie tylko jednej części (medytacji) z ośmiorakiej ścieżki.

## Historia
Według legendy, zen (zwany też przekazem „z umysłu do umysłu” lub „bezpośrednim wskazaniem”) był jednym z wielu tzw. „zręcznych środków” mogących wyprowadzić praktykujących z iluzji ku oświeceniu, stosowanych przez nauczycieli od czasów Buddy Siakjamuniego. Legenda głosi, iż pewnego razu Budda zasiadł przed zgromadzeniem uczniów czekających na słowa nauczania na Górze Sępów (Grydhrakuta), jednak zamiast wygłosić mowę, jak zwykł to czynić, milczał przez długi czas, co wzbudziło niepokój wśród obecnych. Po pewnym czasie nieoczekiwanie Budda uniósł kwiat. Jedynie Mahakaśjapa (jeden z głównych uczniów Buddy) uśmiechnął się w geście zrozumienia.
Historycznie buddyzm zen jest jedną ze szkół buddyzmu mahajanistycznego, która rozwinęła się w VI i VII wieku w Chinach pod nazwą chan. Kwestia, czy zen i chan to jest to samo, czy też o zen można mówić dopiero po przeniesieniu chan do Japonii, jest czysto akademicka. Z jednej strony bowiem japońska kultura odcisnęła na zen silne piętno, a z drugiej strony tradycja zen uznaje założyciela chan, Bodhidharmę, za swego pierwszego patriarchę.
Pierwsze kontakty Chińczyków z buddyzmem miały miejsce już w I w. naszej ery. Jednak mimo sporego rozpowszechnienia się tej religii dopiero w IV wieku rodowici Chińczycy otrzymali pozwolenie na wstępowanie do klasztorów. W IV i V wieku istnieli już w Chinach mnisi, nauczający doktryny podobne do tej, która później powstała w szkole chan. Podstawowym jej tekstem była sutra Lankavatara, co znaczy dosłownie objawienie (Buddy) na Lance (Cejlon), analogicznie jak w szkole jogaczary, gdzie również medytacja odgrywała główną rolę.
Z wczesnego chińskiego buddyzmu wyłoniło się wiele różnych szkół, w tym Buddyzm Czystej Krainy, Tiantai i prawdopodobnie również chan. Tradycja utrzymuje jednak, że chan sprowadził z Indii do Chin Bodhidharma (達摩), 28. patriarcha indyjskiego buddyzmu (według różnych źródeł, ok. 520 roku lub w drugiej połowie V wieku).
Szkoła zapożyczyła niektóre idee od taoistów, przede wszystkim widoczny do dziś minimalizm, prostotę i surowość formy, a co za tym idzie także odrzucenie większości rytuałów i ceremonii, jakże bogatych w ówczesnym buddyzmie i widocznych na przykład w buddyzmie tybetańskim.
Zupełnie wyjątkowe w chan było traktowanie pracy fizycznej. Świadczy o tym słynne powiedzenie mistrza Baizhanga Huaihaia (720–814, jap. Hiakuju), Dzień bez pracy jest dniem bez jedzenia. Kiedy jego uczniowie myśleli, że jest zbyt stary, i schowali mu narzędzia ogrodnicze, przestał jeść. Skończył głodówkę, gdy zwrócili narzędzia. Praca była czymś naturalnym i równym medytacji. Dzięki temu klasztory chan były praktycznie niezależne, co później zadecydowało o ich przetrwaniu.
Po śmierci Bodhidharmy nastąpił rozłam na szkołę północną, twierdzącą, że oświecenie można uzyskać stopniowo, i południową, uważającą, że oświecenie uzyskuje się nagle i spontanicznie.
Największy rozwój chińskiego chan przypada na epokę Tang (lata 600-900 n.e.), między innymi na skutek wspieraniem ośrodków religijnych przez ówczesnych władców. W okresie tym chan podzielił się na pięć głównych linii: caodong, yunmen, fayan, guiyang i linji. Po prawie 200 latach szkoła linji podzieliła się na dwie odmiany: yangqi i huanglong. Do dziś przetrwały w zasadzie tylko dwie odnogi: szkoła caodong, której założycielami byli Caoshan Benji i Dongshan Liangjie oraz szkoła linji założona przez Linji Yixuana (jap. Rinzai Gigen). Obydwie pochodzą z południowej wersji chan.
Linji wchłonęła na przestrzeni lat wszystkie linie tradycji zen oprócz caodong. Z linji później wydzieliły się inne szkoły, np. puhua (jap. fuke) i japońska szkoła ōbaku, założona przez mistrzów chińskich.
Linji i caodong różnią się głównie technikami medytacyjnymi. Caodong preferuje indywidualne "milczące" praktyki medytacyjne, zaś linji kładzie większy nacisk na pracę z Koanem i nie gardzi gwałtownymi środkami, które mogą przestraszyć nowicjuszy. Obydwie szkoły używają jednak wszystkich odmian medytacji znanych w zen. Linji ma swoją główną siedzibę w klasztorze Shaolin w Chinach.
Z Chin filozofia ta została przeniesiona w VII w. do Korei i Wietnamu, a w XII wieku do Japonii. Szkoła buddyzmu wywodząca się z chan uzyskała w Korei nazwę sŏn, w Wietnamie thiền, w Japonii nazwę zen, a chiński znak kanji na chan (禪) czyta się w ten właśnie sposób po japońsku. Chiński chan (zen) począł się chylić ku upadkowi po epoce Song, po czym uległ zmieszaniu z buddyjską szkołą Czystej Ziemi w czasach dynastii Ming.

### Patriarchowie zen
- Pierwszy patriarcha Bodhidharma (skt. बोधिधर्म, chiń. Damo 達摩, jap. 達摩 Daruma, ok. 440 – ok. 528), 28. patriarcha buddyzmu indyjskiego. Miał on niewielu uczniów, źródła mówią o pięciu.
- Drugi patriarcha Huike (慧可, jap. Eka, 487–593)
- Trzeci patriarcha Sengcan (僧燦, jap. Sōsan, ? –606)
- Czwarty patriarcha Daoxin (道信, jap. Dōshin 580 –651)
- Piąty patriarcha Hongren (弘忍, jap. Kōnin, 601–674)
- Szósty patriarcha Huineng (慧能, jap. Enō, 638–713). Huineng był nieuczonym chłopcem, który przybył "znikąd" i przekazanie przez Hongrena właśnie jemu insygniów patriarchy wywołało wielką złość u innych, formalnie wyświęconych mnichów. Huineng musiał się przez pewien czas ukrywać. Sam miał wielu uczniów, ale żadnego z nich nie mianował swym następcą, by uniknąć w przyszłości podobnych sytuacji.

## Zen we współczesnej Japonii

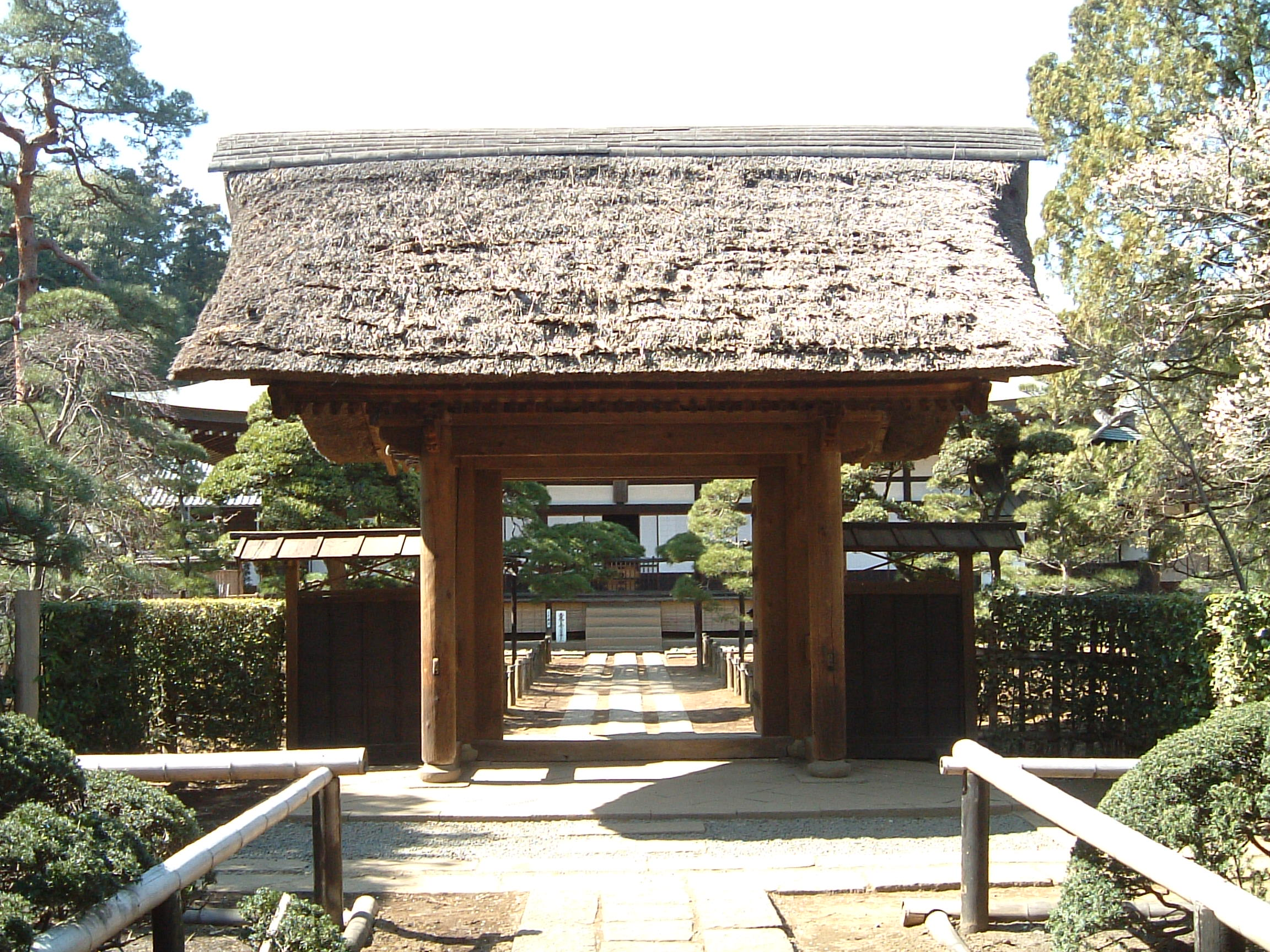
Wewnętrzna brama świątyni Heirin w Japonii

W Japonii obecnie istnieją trzy szkoły – wspomniane już sōtō i rinzai oraz utworzona w XVII wieku przez chińskiego mnicha szkoła ōbaku.
Niektórzy współcześni japońscy nauczyciele zen, tacy jak Daiun Harada, czy Shunryū Suzuki krytykują japoński zen jako sformalizowany system pustych rytuałów, z niewielką liczbą ludzi faktycznie osiągających oświecenie. Niemal wszystkie japońskie świątynie zen stały się według nich po prostu rodzinnymi firmami, przekazywanymi z ojca na syna, a funkcja mistrza zen sprowadziła się do odprawiania ceremonii pogrzebowych.
Niektórzy japońscy mistrzowie w czasie II wojny światowej głosili militaryzm i nacjonalizm, co rzuciło na japoński zen głęboki cień.

## Praktyki medytacyjne

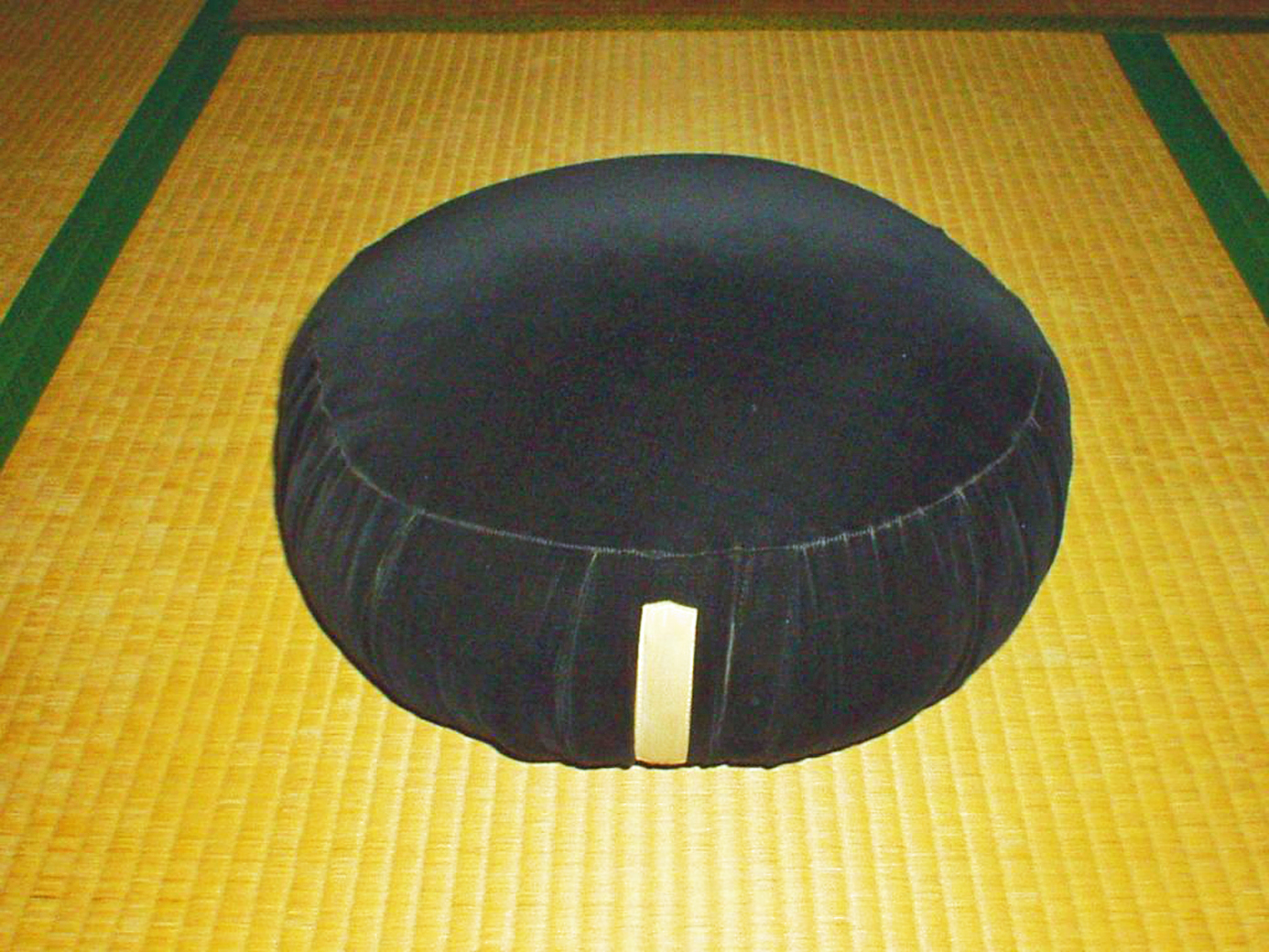
Zafu – poduszka do medytacji

Jak w każdej ścieżce buddyzmu, w zen uważa się, że każdy może osiągnąć oświecenie, jeśli będzie wystarczająco intensywnie pracował nad własnym umysłem. Uwarunkowania wynikające z niedobrej karmy można wymazać długotrwałymi praktykami medytacyjnymi. Medytacje te stanowią najważniejszy sposób aktywnego uczestnictwa w tej religii. Są one nazywane zazen – czyli siedzącym zen.
Składają się one z kilku elementów:
- liczenie oddechów. Pozwala to początkującym na uspokojenie umysłu;
- praktyka shikantaza (tylko siedzenie), czyli praktyka długotrwałego pozostawania w stanie medytacji. Shikantaza to po prostu bycie pełną jaźnią, puszczanie ciała i umysłu. Praktykując ją nie lgnie się do myśli, ale też nie blokuje się ich. W stanie tym umysł ma jednocześnie rejestrować wszystkie dochodzące bodźce. „Powinno się słyszeć odgłos spadającego piórka i jednocześnie nie dać się rozproszyć nawet wystrzałem armatnim”. Shikantaza jest charakterystyczne przede wszystkim dla szkoły zen sōtō;
- pozostawanie w stałym kontakcie ze swoim mistrzem, który udziela wskazówek na spotkaniu zwanym dokusan i w odpowiednim momencie daje adeptowi jego kōan, czyli opowieść lub krótkie pytanie, na które nie ma racjonalnej odpowiedzi, np.: „Kim byłeś przed swoimi narodzinami?”, albo: „Jaki dźwięk powstaje na skutek klaskania jedną ręką?”. W kōan należy się wczuć całą swoją istotą. Kōany są używane przede wszystkim przez mistrzów szkoły rinzai, gdzie są praktycznymi i usystematyzowanymi według skali trudności probierzami głębi rozumienia ucznia. Są również używane w szkole sōtō, lecz nie są centrum praktyki.

Efekty medytacji były badane przez neurologów. Ustalono, iż osoby ćwiczące długo zen wykazują się zmianami w aktywności mózgu. Występuje wzmożona aktywność w lewym płacie czołowym mózgu. Zanika także habituacja (patrz: Zimbardo Psychologia i życie). Ten ostatni efekt oznacza, iż każde zdarzenie w świecie zewnętrznym, choćby najlżejszy odgłos, odbierane jest przez świadomość. Efekt ten w zen nazywany jest ciągłą świadomością. Szczegółowe psychologiczne i fizjologiczne efekty medytacji opisane są w artykule medytacja.

## Artystyczne przejawy zen

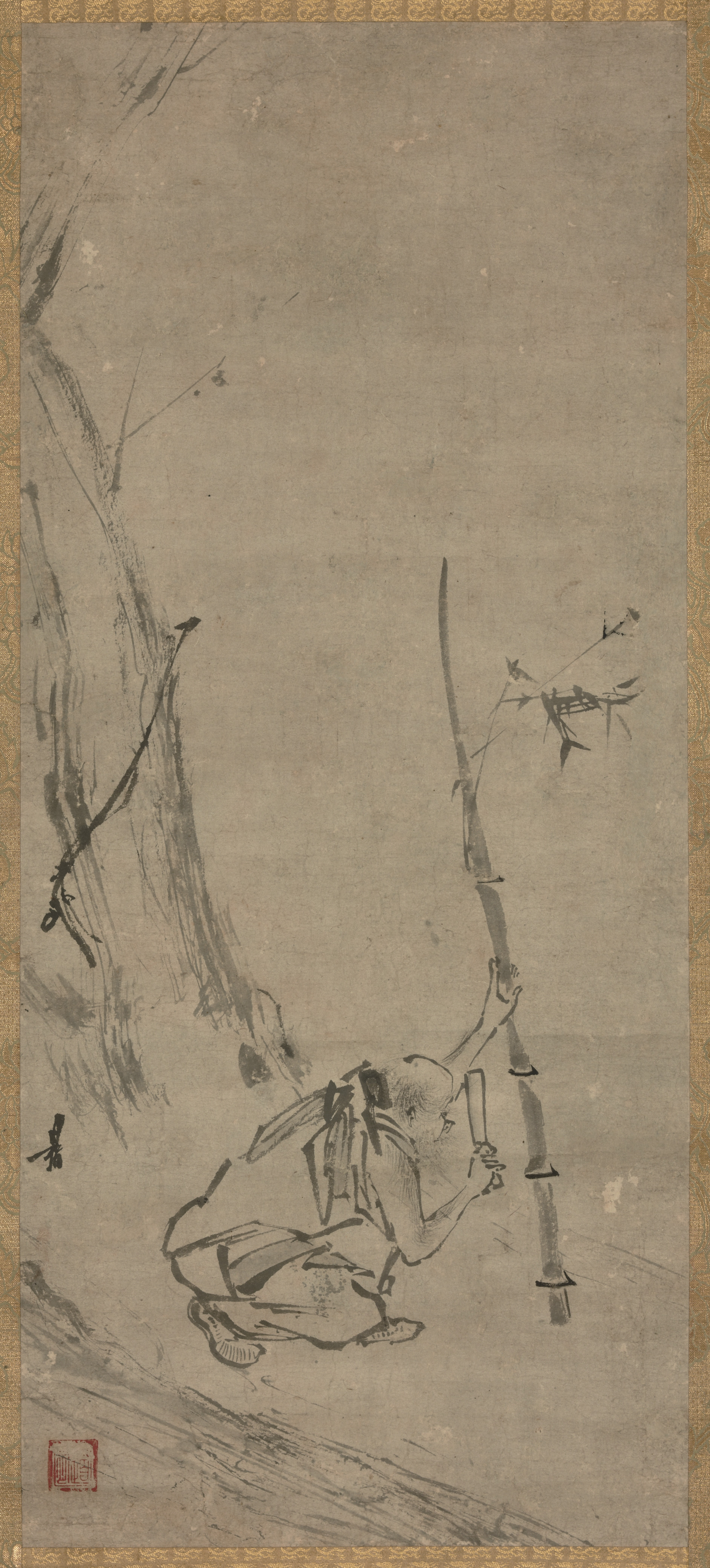
Ścinanie bambusa autorstwa Liang Kai – grafika w stylu typowym dla zen

Słowo "zen" oznacza jednocześnie stan najwyższego oświecenia jak i samą "niewypowiedzianą" naturę rzeczywistości. Ze względu na to, że nie da się bezpośrednio w słowach przekazać prawdziwej natury zen, gdyż z definicji umyka ona rozumowemu poznaniu, wielu mistrzów przekazuje ją poprzez paradoksalne pytania i przypowieści, zwane kōanami. Najbardziej znanym przejawem zen w sztuce jest oparta na paradoksach i nieoczekiwanych skojarzeniach poezja krótkich form haiku. Również niektóre rodzaje malarstwa, muzyki i teatru japońskiego, takie jak na przykład teatr kabuki są przeniknięte głęboko duchem zen. Słynne są też ogrody zen, z których najciekawsze znajdują się w Kioto.
Artysta działający w duchu zen traktuje akt tworzenia jako rodzaj medytacji. Ma go ona przybliżyć do oświecenia, a zawarte w niej okruchy zen mogą potencjalnie natchnąć kogoś innego do wejścia na tę ścieżkę. W przypadku osób już zaangażowanych w praktyki medytacyjne okruchy takie mogą zadziałać jak katalizator, przyspieszający osiągnięcie oświecenia.
Charakterystycznymi cechami estetyki zen są: maksymalna prostota, surowość i klarowność formy, oraz "gra z umysłem i postrzeganiem" oparta na paradoksalnych, przypadkowych skojarzeniach i podświadomie odbieranych impresjach.

## Literatura zen
Poniżej wybór klasycznych dzieł literatury, pozostawionych przez mistrzów zen.
Uwaga: to nie są święte księgi. W zen z założenia nie ma świętości.
Osobną kwestią jest, po co w ogóle zen potrzebna jest literatura, skoro jednocześnie twierdzi się, że słowa w zen przeszkadzają. Część z nich to tzw. Gozan bungaku (五山文学) czyli poezja klasztorów zen. Część to zbiory kōanów albo wskazówki do medytacji, potrzebne nowicjuszom.
- Bezbramna brama (Wumenguan 無門關, jap. Mumonkan). Autorem był chiński mistrz zen Wumen Huikai (jap. Mummon Ekai). Zbiór został opublikowany w 1229 roku. Mumonkan składa się z 49 kōanów.
- Fukan zazengi 普観座禅儀 (1227) – "Zasady praktyki zazen" autorstwa Dōgena
- Gyōgi kihan – tekst szkoły sōtō
- Baojing sanmei – (jap. Hōkyō Zanmai) – "Samadhi drogocennego lustra" autorstwa Dongshana Liangjie (807-869), jeden z czterech najstarszych tekstów zen.
- Kyōunshū 狂雲集 – poematy autorstwa mistrza Ikkyū Sōjuna (1394-1481)
- Shōbōgenzō zuimonki 正法眼蔵随聞記 – wykłady i komentarze Dōgena ułożone przez jego ucznia Kouna Ejō
- Zhengdao ge 證道歌 (jap. Shōdōka) - "Pieśń natychmiastowego oświecenia" autorstwa Yongjia Xuanjue (665-713) jeden z czterech najstarszych tekstów zen.
- Zapiski lazurowej skały (Biyan lu 碧巖錄, jap. Hekigan-roku). 100 kōanów zebranych i opatrzonych komentarzem przez mistrza zen Xuedou Chongxiana (jap. Setchō (980-1052).
- Zapiski wielkiego spokoju (Congrong lu, jap. Shōyō-roku). Księga około 100 kōanów, zebranych przez Tiantonga Hongzhi – jednego z patriarchów caodong i sōtō.
- Zazen Yōjinki 座禅用心記 – "Zalecenia w zazen" autorstwa mistrza Keizana Jōkina (1268-1325)
- Zazen-ron 座禅論 – "O medytacji" – Daikaku Zenji (1213-1278)